# Sainte-Féréole
Sainte-Féréole est une commune française située dans le département de la Corrèze, en région Nouvelle-Aquitaine.
Ses habitants sont appelés les Flégéolois.

## Géographie
Sainte-Féréole est situé dans le Sud de la Corrèze à proximité de Brive-La-Gaillarde. La commune est bordée au sud-est par la Couze, un affluent de la Corrèze. Au nord-ouest, c'est le Maumont Blanc, un affluent de la Corrèze, qui lui sert de limite. Le territoire communal est également traversé par le Maumont Noir.

### Localisation
Les communes limitrophes sont  Donzenac, Malemort, Sadroc, Saint-Germain-les-Vergnes, Saint-Hilaire-Peyroux et Ussac.

### Climat
Pour des articles plus généraux, voir Climat de la Nouvelle-Aquitaine et Climat de la Corrèze.
Historiquement, la commune est dans une zone de transition entre les climats océaniques aquitain et montagnard.  
En 2020, Météo-France publie une typologie des climats de la France métropolitaine dans laquelle la commune est dans une zone de transition entre le climat océanique altéré et le climat de montagne et est dans la région climatique  Ouest et nord-ouest du Massif Central, caractérisée par une pluviométrie annuelle de 900 à 1 500 mm, maximale en automne et en hiver.
Pour la période 1971-2000, la température annuelle moyenne est de 11,3 °C, avec  une amplitude thermique annuelle de 15 °C. Le cumul annuel moyen de précipitations est de 1 174 mm, avec 12,5 jours de précipitations en janvier et 7,3 jours en juillet. Pour la période 1991-2020, la température moyenne annuelle observée sur la station météorologique la plus proche, située sur la commune de Brive-la-Gaillarde à 9 km à vol d'oiseau, est de 12,9 °C et le cumul annuel moyen de précipitations est de 903,9 mm,. Pour l'avenir, les paramètres climatiques de la commune estimés pour 2050 selon différents scénarios d’émission de gaz à effet de serre sont consultables sur un site dédié publié par Météo-France en novembre 2022.

## Urbanisme

### Typologie
Au 1er janvier 2024, Sainte-Féréole est catégorisée commune rurale à habitat dispersé, selon la nouvelle grille communale de densité à 7 niveaux définie par l'Insee en 2022.
Elle appartient à l'unité urbaine de Brive-la-Gaillarde, une agglomération inter-départementale dont elle est une commune de la banlieue,. Par ailleurs la commune fait partie de l'aire d'attraction de Brive-la-Gaillarde, dont elle est une commune de la couronne,. Cette aire, qui regroupe 80 communes, est catégorisée dans les aires de 50 000 à moins de 200 000 habitants,.

### Occupation des sols
L'occupation des sols de la commune, telle qu'elle ressort de la base de données européenne d’occupation biophysique des sols Corine Land Cover (CLC), est marquée par l'importance des territoires agricoles (68,4 % en 2018), en augmentation par rapport à 1990 (64,2 %). La répartition détaillée en 2018 est la suivante : 
zones agricoles hétérogènes (41,3 %), forêts (29,6 %), prairies (27,1 %), zones urbanisées (2 %).
L'évolution de l’occupation des sols de la commune et de ses infrastructures peut être observée sur les différentes représentations cartographiques du territoire : la carte de Cassini (XVIIIe siècle), la carte d'état-major (1820-1866) et les cartes ou photos aériennes de l'IGN pour la période actuelle (1950 à aujourd'hui).

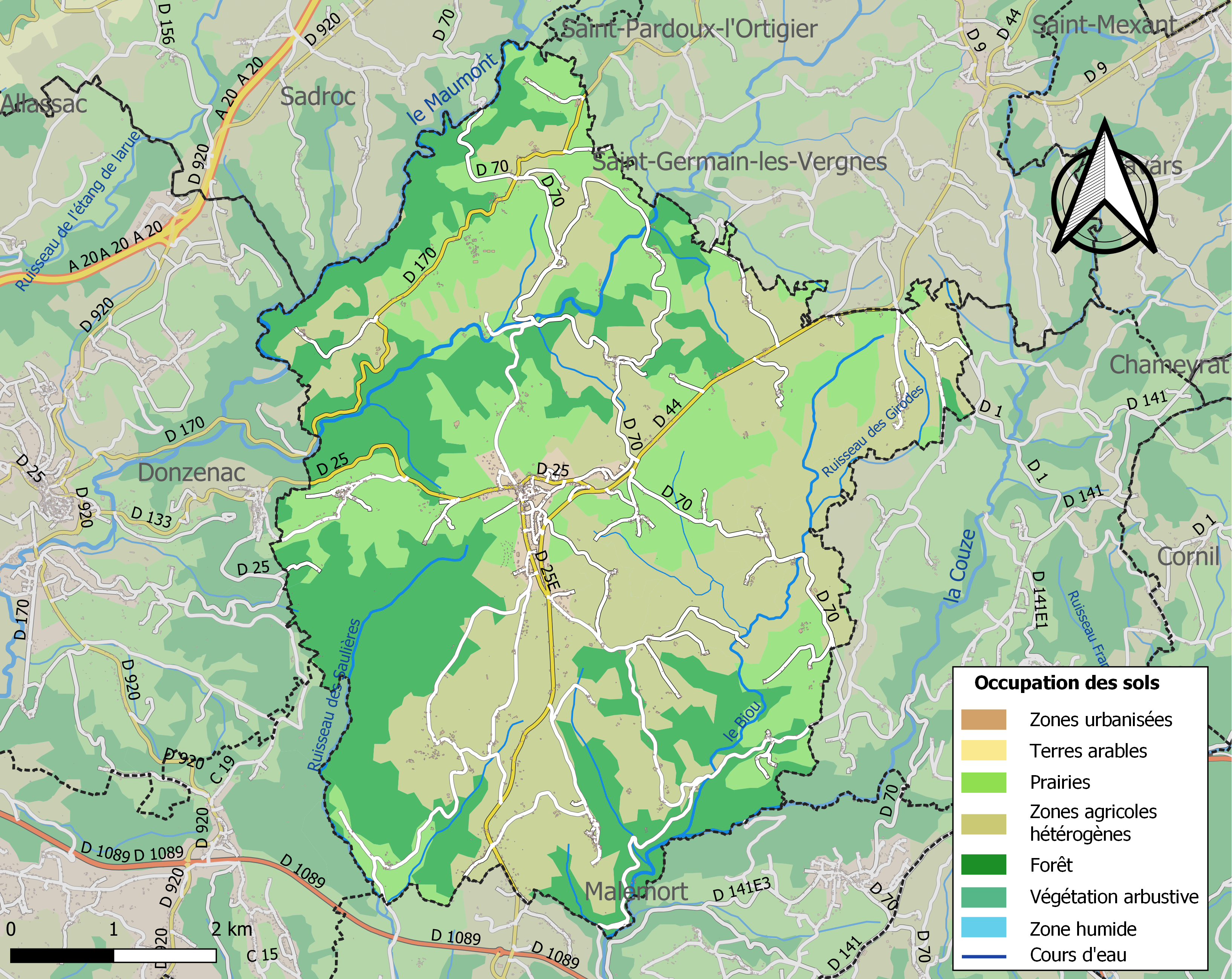
Carte des infrastructures et de l'occupation des sols de la commune en 2018 (CLC).

### Risques majeurs
Le territoire de la commune de Sainte-Féréole est vulnérable à différents aléas naturels : météorologiques (tempête, orage, neige, grand froid, canicule ou sécheresse), inondations, feux de forêts, mouvements de terrains et séisme (sismicité très faible). Il est également exposé à un risque technologique,  le transport de matières dangereuses, et à un risque particulier : le risque de radon. Un site publié par le BRGM permet d'évaluer simplement et rapidement les risques d'un bien localisé soit par son adresse soit par le numéro de sa parcelle.

#### Risques naturels
Certaines parties du territoire communal sont susceptibles d’être affectées par le risque d’inondation par débordement de cours d'eau, notamment la Couze, le Maumont et le Maumont Noir. La commune a été reconnue en état de catastrophe naturelle au titre des dommages causés par les inondations et coulées de boue survenues en 1982, 1999 et 2001,. Le risque inondation est pris en compte dans l'aménagement du territoire de la commune par le biais du plan de prévention des risques (PPR) inondation « Corrèze et affluents du bassin de Brive-la-Gaillarde », approuvé le 29 janvier 2019. 

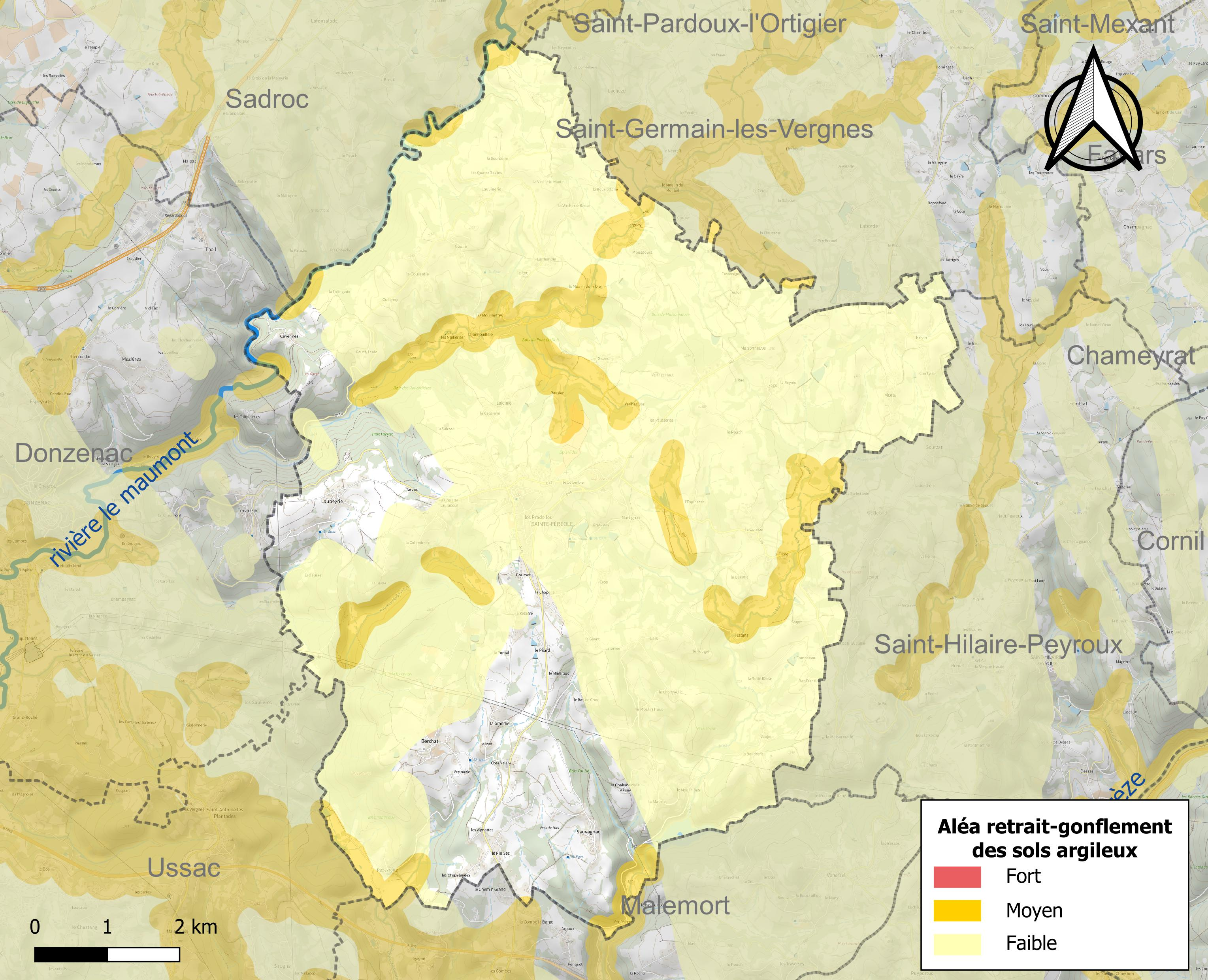
Carte des zones d'aléa retrait-gonflement des sols argileux de Sainte-Féréole.

La commune est vulnérable au risque de mouvements de terrains constitué principalement du retrait-gonflement des sols argileux. Cet aléa est susceptible d'engendrer des dommages importants aux bâtiments en cas d’alternance de périodes de sécheresse et de pluie. 11,8 % de la superficie communale est en aléa moyen ou fort (26,8 % au niveau départemental et 48,5 % au niveau national). Sur les 924 bâtiments dénombrés sur la commune en 2019,  31 sont en aléa moyen ou fort, soit 3 %, à comparer aux 36 % au niveau départemental et 54 % au niveau national. Une cartographie de l'exposition du territoire national au retrait gonflement des sols argileux est disponible sur le site du BRGM,.
Concernant les feux de forêt, aucun plan de prévention des risques incendie de forêt (PPRIF) n’a été établi en Corrèze, néanmoins le code de l’urbanisme impose la prise en compte des risques dans les documents d’urbanisme. Le périmètre des servitudes d'utilité publique et des zones d'obligation légale de débroussaillement pour les particuliers est quant à lui défini pour la commune dans une carte dédiée. 
Concernant les mouvements de terrains, la commune a été reconnue en état de catastrophe naturelle au titre des dommages causés par la sécheresse en 2018, 2019 et 2020 et par des mouvements de terrain en 1999.

#### Risques technologiques
Le risque de transport de matières dangereuses sur la commune est lié à sa traversée par une canalisation de transport d'hydrocarbures. Un accident se produisant sur une telle infrastructure est susceptible d’avoir des effets graves sur les biens, les personnes ou l'environnement, selon la nature du matériau transporté. Des dispositions d’urbanisme peuvent être préconisées en conséquence.

#### Risque particulier
Dans plusieurs parties du territoire national, le radon, accumulé dans certains logements ou autres locaux, peut constituer une source significative d’exposition de la population aux rayonnements ionisants. Certaines communes du département sont concernées par le risque radon à un niveau plus ou moins élevé. Selon la classification de 2018, la commune de Sainte-Féréole est classée en zone 3, à savoir zone à potentiel radon significatif. 

## Histoire
Pendant la Révolution française, Sainte-Féréole prend le nom révolutionnaire de Montagne-Frimaire et Montfrimaire.
Dans la nuit du 14 au 15 novembre 1943, les Allemands attaquent un camp de maquisards situé entre les fermes de la Besse et du Treuil. Dix-huit résistants y perdent la vie, huit autres sont déportés, et les deux fermes sont incendiées,.

## Politique et administration

### Liste des maires
| Période                                  | Période                | Identité           | Étiquette | Qualité |
| ---------------------------------------- | ---------------------- | ------------------ | --------- | --- |
| Les données manquantes sont à compléter. |                        |                    |           | |
| ?                                        | ?                      | François Labrousse | Rad.      | Docteur en médecine Sénateur de la Corrèze (1921 → 1942 et 1948 → 1951) Conseiller général de Donzenac (1911 → 1941 et 1945 → 1951) |
| 1945                                     | mars 1965              | Louis Uminski      |           | |
| mars 1965                                | septembre 1972 (décès) | Michel Alvinerie   |           | Meunier |
| septembre 1972                           | mars 1977              | Antoine Valéry     |           | |
| Maire en 1987                            |                        | Philippe Planchot  |           | |
| mars 1989                                | juin 1995              | Émile Chambon      |           | Technicien agricole |
| juin 1995                                | En cours               | Henri Soulier      | UMP-LR    | Ancien directeur de la Chambre régionale d'agriculture Vice-président de la CA du Bassin de Brive                                   |

## Population et société

### Démographie
L'évolution du nombre d'habitants est connue à travers les recensements de la population effectués dans la commune depuis 1793. Pour les communes de moins de 10 000 habitants, une enquête de recensement portant sur toute la population est réalisée tous les cinq ans, les populations de référence des années intermédiaires étant quant à elles estimées par interpolation ou extrapolation. Pour la commune, le premier recensement exhaustif entrant dans le cadre du nouveau dispositif a été réalisé en 2008.

En 2022, la commune comptait 2 060 habitants, en évolution de +8,82 % par rapport à 2016 (Corrèze : −0,59 %, France hors Mayotte : +2,11 %).
| 1793  | 1800  | 1806  | 1821  | 1831  | 1836  | 1841  | 1846  | 1851  |
| ----- | ----- | ----- | ----- | ----- | ----- | ----- | ----- | ----- |
| 2 260 | 2 001 | 2 198 | 2 492 | 2 826 | 2 811 | 2 706 | 2 943 | 2 875 |

| 1856  | 1861  | 1866  | 1872  | 1876  | 1881  | 1886  | 1891  | 1896  |
| ----- | ----- | ----- | ----- | ----- | ----- | ----- | ----- | ----- |
| 2 866 | 2 802 | 2 690 | 2 615 | 2 626 | 2 562 | 2 655 | 2 673 | 2 622 |

| 1901  | 1906  | 1911  | 1921  | 1926  | 1931  | 1936  | 1946  | 1954  |
| ----- | ----- | ----- | ----- | ----- | ----- | ----- | ----- | ----- |
| 2 603 | 2 606 | 2 616 | 2 531 | 2 106 | 2 069 | 2 004 | 1 652 | 1 524 |

| 1962  | 1968  | 1975  | 1982  | 1990  | 1999  | 2006  | 2008  | 2013  |
| ----- | ----- | ----- | ----- | ----- | ----- | ----- | ----- | ----- |
| 1 410 | 1 302 | 1 303 | 1 449 | 1 568 | 1 605 | 1 717 | 1 749 | 1 828 |

| 2018  | 2022  | - | - | - | - | - | - | - |
| ----- | ----- | - | - | - | - | - | - | - |
| 1 989 | 2 060 | - | - | - | - | - | - | - |

### Enseignement
La commune dépend de l'académie de Limoges. Les élèves de la commune commencent leur scolarité à l'école maternelle du village, puis dans son école primaire, qui accueille 104 enfants.

## Culture locale et patrimoine

### Lieux et monuments
- Église Saint-Martin-de-Tours de Sainte-Féréole du XIIe siècle

### Personnalités liées à la commune
- Philippe-Michel Labrousse homme politique français né le 3 mai 1847 à Sainte-Féréole et décédé le 11 décembre 1910 à Neuilly-sur-Seine (Hauts-de-Seine).
- La famille de Jacques Chirac est originaire de ce village. Il y fut élu conseiller municipal en 1965, sans s'être présenté. Jacques Chirac y possède une maison rurale au centre du village dont il a hérité à la mort de ses parents. La maison est louée à un habitant du village[33]. Abel Chirac et Marie Louise Valette, ses mêmes parents reposent au cimetière communal.
- Marine Serre (1991-), styliste, y a grandi[34].

### Héraldique
| Blason de Sainte-Féréole | Blason  | D'argent à trois pals de gueules, au chef d'azur chargé de trois étoiles d'or. |
| Blason de Sainte-Féréole | Détails | Le statut officiel du blason reste à déterminer.                               |